# 卡洛斯·阿尔贝托·索拉里

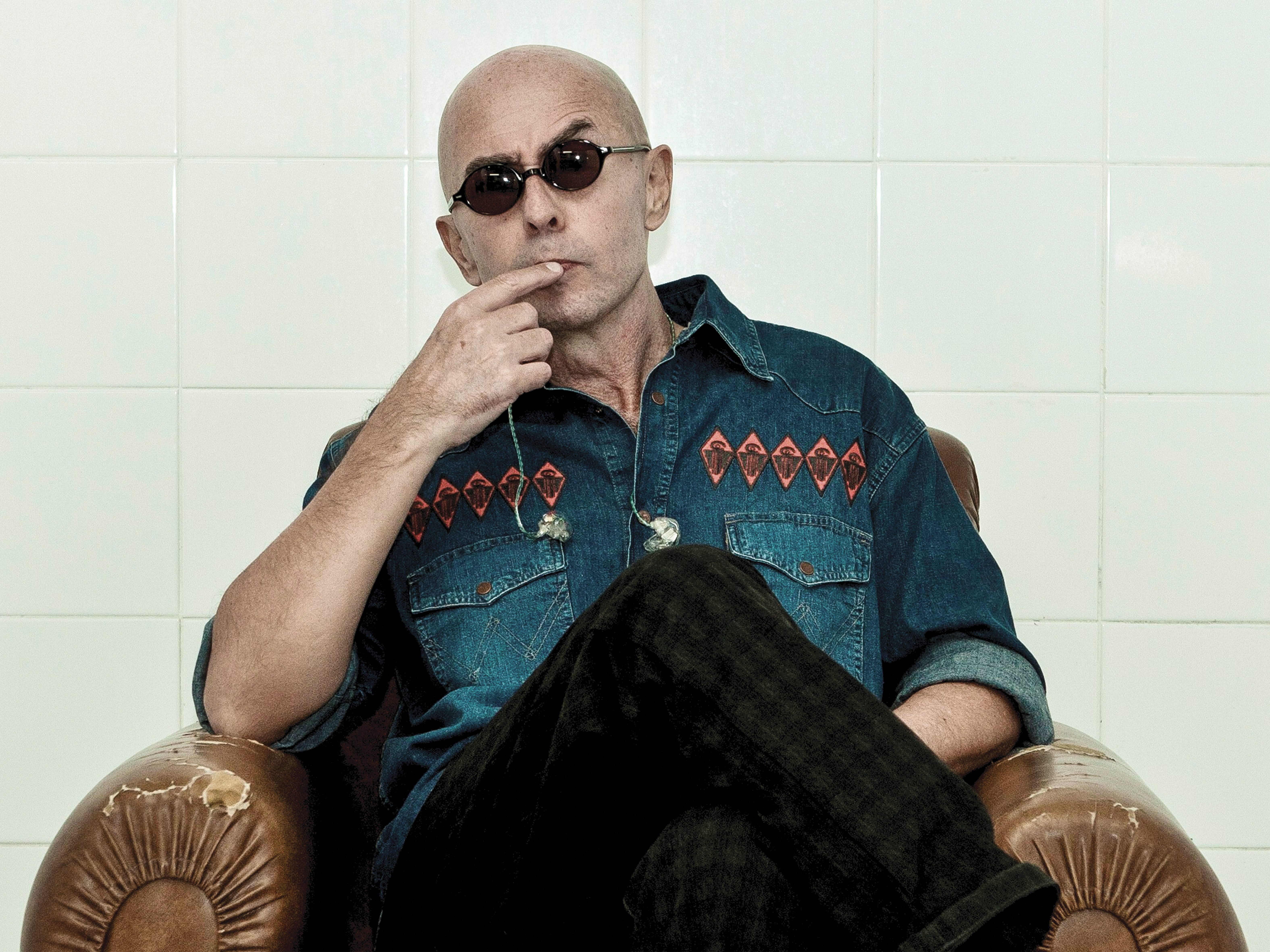
卡洛斯·阿尔贝托·索拉里

卡洛斯·阿尔贝托·索拉里 (Carlos Alberto Solari，1949年1月17日—)是一位阿根廷音乐家和歌手。1976年至2001年期间曾是一支樂隊的主唱。
2017年3月11日，他在奧拉瓦里亞舉辦演唱會。这是阿根廷歷史上規模最大的露天摇滚音乐会。超过25万名觀眾出席了這場演唱會。由於人數過多，此次演唱會發生踩踏事故，造成2人死亡。